# Tidaholm község
Tidaholm község (svédül: Tidaholms kommun) Svédország 290 községének egyike. 
A mai község 1974-ben jött létre.

## Települései
A községben 4 település található:
| Település   | Népesség | Megjegyzés         |
| ----------- | -------- | ------------------ |
| Tidaholm    |          | a község székhelye |
| Ekedalen    |          |                    |
| Fröjered    |          |                    |
| Madängsholm |          |                    |

## Külső hivatkozások
- Hivatalos honlap